# LEDA 2820698
LEDA 2820698은 마차부자리 방향으로 약 11억 7,000만 광년 떨어진 전파 은하이다.